# Pezhetairoi

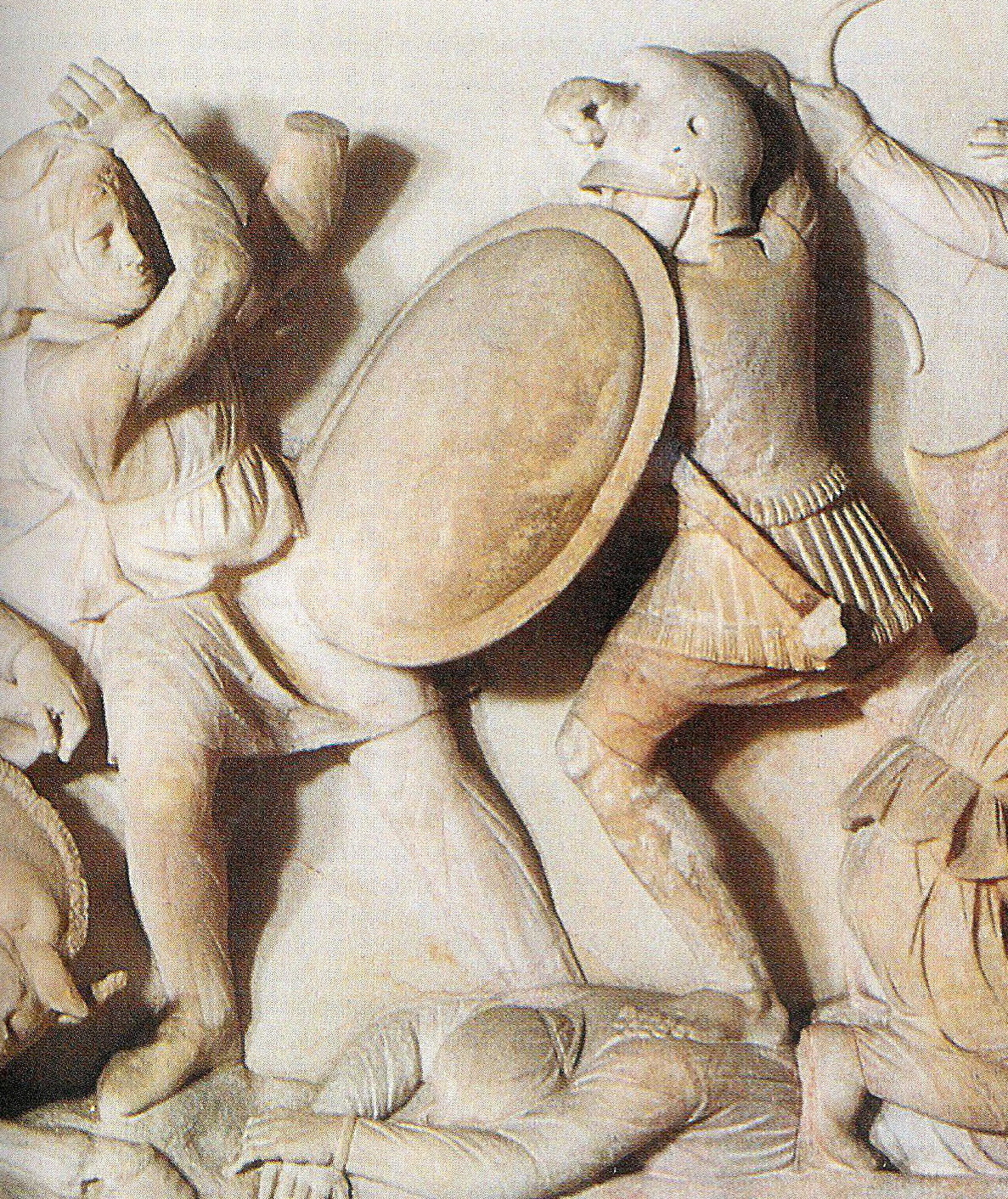
Pezhetairoi de Macedonia en el sarcófago de Alejandro Magno.

Los pezhetairoi o siguiendo las reglas de escritura del español pecétairoy (πεζέταιροι en griego) eran la columna vertebral del ejército macedonio. Formaban la compañía de a pie (en griego, pézos significa soldado de a pie, infante, y hetairos, compañero o amigo).
Las falanges griegas estaban formadas casi por entero de pezhetairoi. Estos eran especialmente eficaces contra la caballería enemiga, pues con sus largas picas (llamadas sarisas) podían empalar a los enemigos que iban a caballo. Durante la guerra de Alejandro Magno contra Persia se precisó más caballería de la habitual, así que la caballería de compañeros (hetairoi) también empezó a surgir alrededor de esta época.

## Descripción
Los pezhetairoi eran los batallones de la falange macedonia. Empezaron a destacar durante el reinado de Filipo II, especialmente tras tener un papel muy importante en la Batalla de Queronea (338 a. C.), asegurando el dominio del argéada sobre Grecia. 
La sarisa era el arma principal de los pezhetairoi. Se trataba de una larga pica hecha con madera flexible, que era mucho más larga que la tradicional lanza de los hoplitas (la media era de seis metros). Por su longitud cubría cinco filas de soldados, lo que hizo a la falange impenetrable y temida por sus oponentes.
Tácticamente, éstos eran usados como una gran línea defensiva, en vez de como tropas de choque. La longitud de la sarisa, que daba a la falange un aspecto terrorífico, limitaba mucho sus maniobras, y si se les cogía por el flanco o la retaguardia casi no tenían oportunidad de responder. Esto mismo ocurrió en la Batalla de Gaugamela (331 a. C.), cuando el rápido avance del ala derecha hizo que se abriera una brecha entre los dos batallones de pezhetairoi. Entonces una parte de la caballería enemiga consiguió penetrar y hubieran acabado con toda la falange desde la retaguardia si no fuera por la falta de disciplina de sus propios comandantes, y por la segunda línea de hoplitas que Alejandro había puesto como refuerzo.
Pero fuera de las grandes batallas, los pezhetairoi y sus sarisas no tenían mucha utilidad. Posteriormente este cuerpo fue rearmado y se adaptaron sus tácticas. Con ello se pretendía hacerlos adecuados para luchar en las guerras de guerrillas de Sogdiana y la Bactria.

## Los batallones
Los batallones estaban organizados según la procedencia de sus soldados, especialmente de la Alta Macedonia. En el 334 a. C. Alejandro Magno se llevó seis batallones de pezhetairoi a Asia. Añadió un batallón más para la campaña de la India.
Los batallones estaban comandados por estos generales (de derecha a izquierda):
- En la Batalla del Gránico: Pérdicas, Coeno, Amintas, Filipo, Meleagro y Crátero.
- En la Batalla de Issos: Coeno, Pérdicas, Crátero, Meleagro, Ptolomeo (reemplazando a Filotas) y Amintas
- En la Batalla de Gaugamela: Coeno, Pérdicas, Meleagro, Poliperconte (reemplazando a Ptolomeo) y Simias (en el lugar de Amintas, que estaba reclutando nuevos soldados en Macedonia)
- En la Batalla del Hidaspes sólo había cinco batallones, comandadas por Antígono I Monóftalmos, Clito el blanco, Meleagro, Átalo I y Gorgias. Los otros batallones (de Poliperconte y Alcetas) se quedaron en el banco oeste del Hidaspes, bajo las órdenes de Crátero, y cruzaron sólo cuando Alejandro ganó la batalla, para perseguir a los indios que huyeron.